# Wattebledia siamensis
Wattebledia siamensis е вид коремоного от семейство Bithyniidae.

## Разпространение
Видът е разпространен в Тайланд.